# 大帛斑蝶
大帛斑蝶（學名；）又名大帛斑蝶、大胡麻斑蝶（日语：／ Ōgomadara）或黑點大白斑蝶，是蛺蝶科斑蝶亚科的物種，分布於琉球群島、臺灣、中南半島南部、馬來半島以及華萊士線以西的海洋東南亞地區。

## 描述
本種蝶無雌雄二型性，雌雄外觀相近，體型碩大，是臺灣蛺蝶科中體型最大者，展翅約 9～12.5 公分。成蝶體色以白色為主，布有黑斑與線紋，腹部白色，背側中央具一黑褐色縱帶。頭部黑褐，具白點，觸角與口器亦為黑褐色。下唇鬚前伸，外白內黑；胸部黑褐並有白斑，前足跗節癒合呈匕狀，雌蝶則具分節與爪。氣味刷僅雄蝶具備，呈褐色。
翅形方面，前翅略呈三角形，前緣弧形，翅頂鈍圓；後翅呈卵圓或扇形。翅背面白色半透明，內側泛黃，沿前緣有黑褐色帶紋，翅脈布滿黑褐色鱗。翅面具醒目斑紋，前翅中央有之字形帶，後翅中部則為一列斑點。前、後翅外緣各翅室具成對圓形黑邊白窗斑。翅腹面紋路與背面相似，但黑斑更鮮明；緣毛呈黑白相間。
2至5齡蟲體節間具兩圈黑環，體側有紅斑，中後胸與特定腹節側線具黑色肉質突起，顏色鮮明，具警戒作用。蛹為懸垂型，金黃色且表面光滑，在陽光下閃亮，也是警戒色之一。
雄蝶具有發達的毛筆器為其特徵成蝶全年可見，繁殖方面為一年多代。

## 分佈
分布於巽他地區、泰國南部、菲律賓、沖繩及八重山群島和臺灣。
在臺灣，目前有四個隔離族群，位於本島東北角、南臺灣、綠島及蘭嶼。

## 棲地
棲息於海岸林地，一年多代，飛行緩慢且常訪花。成蟲藉由攝食有毒植物累積毒素，具防禦作用，遇敵時會裝死，伺機飛走。被捕時會釋放異味。幼蟲取食夾竹桃科（或蘿藦科）植物爬森藤，成蟲壽命約 1～2 個月。
大帛斑蝶飞行缓慢（所以也被稱作大笨蝶），常在空中乘气流滑翔旋转。因為幼蟲會吃羅布麻的葉子而在體內累積毒素，化蛹成蝶後有些蜘蛛因討厭氣味而不吃牠，故有個稱號叫「幸運蝶」。